# Лапшин, Тимофей Алексеевич
Тимофе́й Алексе́евич Лапши́н (кор. 티모페이 알렉세예비치 랍신; род. 3 февраля 1988, Красноярск) — южнокорейский биатлонист, до 2017 года выступавший за Россию, мастер спорта России международного класса. Двукратный призёр чемпионатов Европы (эстафета 2011 и гонка преследования 2013). Серебряный призёр чемпионата мира по летнему биатлону (гонка преследования 2010). Биатлоном начал заниматься в 2008 году, ему было 20 лет.
В сборной России дебютировал в сезоне 2009/2010, выступал на Кубке Международного союза биатлонистов, с сезона 2011/2012 выступает в Кубке мира.
23 апреля 2021 года Спортивный арбитражный суд (CAS) на год дисквалифицировал биатлониста за нарушение антидопинговых правил. Сообщается, что нарушение было 21 декабря 2013 года во время «Ижевской винтовки».

## Спортивная карьера

### Юниорские и молодёжные соревнования
| Год  | Место проведения | Возраст | Инд | Спр | Пр | Эст |
| 2009 | ЧМ Кенмор        | U21     | 43  | 13  | 13 | 2   |
| 2009 | ЧЕ Уфа           | U21     | —   | 9   | 8  | 1   |
| 2011 | ЧЕ Валь-Риданна  | U26     | 7   | 4   | 8  | 2   |

### Кубок IBU
- В Кубке IBU дебютировал в январе 2010 году на этапе в Альтенберге.
- На втором этапе сезона 2010/2011 в итальянском Мартелло победил в индивидуальной гонке.

### Кубок мира
- Дебютировал 9 декабря 2011 года в спринтерской гонке в Хохфильцене и занял 23-е место.
- Первый подиум — 3-е место в спринте на 3-м этапе 15 декабря 2011 года тоже в Хохфильцене.
- Лучшее выступление в Кубке мира — второе место 11 февраля 2012 в спринте в Контиолахти.
- 10 января 2015 года занял 3-е место в спринте на этапе Кубка мира в Оберхофе.

13 декабря 2014 года стал победителем эстафеты на втором этапе кубка мира в Хохфильцене (Максим Цветков, Тимофей Лапшин, Дмитрий Малышко, Антон Шипулин).
8 января 2015 года во второй раз стал победителем эстафеты на четвёртом этапе Кубка мира в Оберхофе (Евгений Гараничев, Тимофей Лапшин, Дмитрий Малышко, Антон Шипулин)

15 января 2015 года стал бронзовым призёром эстафеты на пятом этапе Кубка мира в Рупольдинге (Евгений Гараничев, Тимофей Лапшин, Алексей Волков, Антон Шипулин).

## Статистика выступлений в кубке мира
| 2017/2018 Итоги | 2017/2018 Итоги | Эстерсунд | Эстерсунд | Эстерсунд | Эстерсунд | Эстерсунд | Хохфильцен | Хохфильцен | Хохфильцен | Анси | Анси | Анси | Оберхоф | Оберхоф | Оберхоф | Рупольдинг | Рупольдинг | Рупольдинг | Антхольц | Антхольц | Антхольц | ОИ Пхёнчхан | ОИ Пхёнчхан | ОИ Пхёнчхан | ОИ Пхёнчхан | ОИ Пхёнчхан | ОИ Пхёнчхан | Контиолахти | Контиолахти | Контиолахти | Контиолахти | Холменколлен | Холменколлен | Холменколлен | Тюмень | Тюмень | Тюмень |
| Очков           | Место           | Сусм      | См        | Инд       | Спр       | Пр        | Спр        | Пр         | Эст        | Спр  | Пр   | МС   | Спр     | Пр      | Эст     | Инд        | Эст        | МС         | Спр      | Пр       | МС       | Спр         | Пр          | Инд         | МС          | См          | Эст         | Спр         | Сусм        | См          | МС          | Спр          | Пр           | Эст          | Спр    | Пр     | МС     |
| 227             | 30              | —         | 19        | —         | 13        | DNF       | 16         | DNS        | 20         | 8    | 31   | 28   | 14      | 22      |         |            |            |            | 23       |          |          | 16          | 22          | 20          | 25          |             |             | 15          |             |             | 24          | 69           |              |              | 24     | 38     |        |

| 2016/2017 Итоги | 2016/2017 Итоги | Эстерсунд | Эстерсунд | Эстерсунд | Эстерсунд | Эстерсунд | Поклюка | Поклюка | Поклюка | Нове-Место | Нове-Место | Нове-Место | Оберхоф | Оберхоф | Оберхоф | Рупольдинг | Рупольдинг | Рупольдинг | Антхольц | Антхольц | Антхольц | ЧМ Хохфильцен | ЧМ Хохфильцен | ЧМ Хохфильцен | ЧМ Хохфильцен | ЧМ Хохфильцен | ЧМ Хохфильцен | Пхёнчхан | Пхёнчхан | Пхёнчхан | Контиолахти | Контиолахти | Контиолахти | Контиолахти | Холменколлен | Холменколлен | Холменколлен |
| Очков           | Место           | Сусм      | См        | Инд       | Спр       | Пр        | Спр     | Пр      | Эст     | Спр        | Пр         | МС         | Спр     | Пр      | МС      | Эст        | Спр        | Пр         | Инд      | Эст      | МС       | См            | Спр           | Пр            | Инд           | Эст           | МС            | Спр      | Пр       | Эст      | Спр         | Пр          | Сусм        | См          | Спр          | Пр           | МС           |
| 53              | 61              | —         | —         | —         | —         | —         | —       | —       | —       | —          | —          | —          | —       | —       | —       | —          | —          | —          | —        | —        | —        | —             | —             | —             | —             | —             | —             | —        | —        | —        | 18          | 15          | 17          | —           | 55           | 37           | —            |

| 2015/2016 Итоги | 2015/2016 Итоги | Эстерсунд | Эстерсунд | Эстерсунд | Эстерсунд | Эстерсунд | Хохфильцен | Хохфильцен | Хохфильцен | Поклюка | Поклюка | Поклюка | Рупольдинг | Рупольдинг | Рупольдинг | Рупольдинг | Рупольдинг | Рупольдинг | Антхольц | Антхольц | Антхольц | Канмор | Канмор | Канмор | Канмор | Преск-Айл | Преск-Айл | Преск-Айл | ЧМ Холменколлен | ЧМ Холменколлен | ЧМ Холменколлен | ЧМ Холменколлен | ЧМ Холменколлен | ЧМ Холменколлен | Ханты-Мансийск | Ханты-Мансийск | Ханты-Мансийск |
| Очков           | Место           | Сусм      | См        | Инд       | Спр       | Пр        | Спр        | Пр         | Эст        | Спр     | Пр      | МС      | Спр        | Пр         | МС         | Инд        | Эст        | МС         | Спр      | Пр       | Эст      | Спр    | МС     | Сусм   | См     | Спр       | Пр        | Эст       | См              | Спр             | Пр              | Инд             | Эст             | МС              | Спр            | Пр             | МС             |
| 21              | 79              | —         | —         | —         | 35        | 33        | 34         | 41         | —          | —       | —       | —       | —          | —          | —          | —          | —          | —          | —        | —        | —        | —      | —      | —      | —      | —         | —         | —         | —               | —               | —               | —               | —               | —               | —              | —              | —              |

| 2014/2015 Итоги | 2014/2015 Итоги | Эстерсунд | Эстерсунд | Эстерсунд | Эстерсунд | Хохфильцен | Хохфильцен | Хохфильцен | Поклюка | Поклюка | Поклюка | Оберхоф | Оберхоф | Оберхоф | Рупольдинг | Рупольдинг | Рупольдинг | Антхольц | Антхольц | Антхольц | Нове-Место | Нове-Место | Нове-Место | Нове-Место | Холменколлен | Холменколлен | Холменколлен | ЧМ Контиолахти | ЧМ Контиолахти | ЧМ Контиолахти | ЧМ Контиолахти | ЧМ Контиолахти | ЧМ Контиолахти | Ханты-Мансийск | Ханты-Мансийск | Ханты-Мансийск |
| Очков           | Место           | См        | Инд       | Спр       | Пр        | Спр        | Эст        | Пр         | Спр     | Пр      | МС      | Эст     | Спр     | МС      | Эст        | Спр        | МС         | Спр      | Пр       | Эст      | ЭСЭ        | См         | Спр        | Пр         | Инд          | Спр          | Эст          | См             | Спр            | Пр             | Инд            | Эст            | МС             | Спр            | Пр             | МС             |
| 329             | 29              | 12        | 42        | 42        | 31        | 16         | 1          | 13         | 45      | 6       | 26      | 1       | 3       | 9       | 3          | 39         | 13         | 16       | 14       | 5        | —          | —          | —          | —          | 13           | 43           | —            | —              | 27             | 40             | 58             | —              | —              | 60             | 44             | 28             |

| 2013/2014 Итоги | 2013/2014 Итоги | Эстерсунд | Эстерсунд | Эстерсунд | Эстерсунд | Хохфильцен | Хохфильцен | Хохфильцен | Анси | Анси | Анси | Оберхоф | Оберхоф | Оберхоф | Рупольдинг | Рупольдинг | Рупольдинг | Антхольц | Антхольц | Антхольц | Зимние Олимпийские Игры (*) | Зимние Олимпийские Игры (*) | Зимние Олимпийские Игры (*) | Зимние Олимпийские Игры (*) | Зимние Олимпийские Игры (*) | Зимние Олимпийские Игры (*) | Поклюка | Поклюка | Поклюка | Контиолахти | Контиолахти | Контиолахти | Холменколлен | Холменколлен | Холменколлен |
| Очков           | Место           | См        | Инд       | Спр       | Пр        | Спр        | Эст        | Пр         | Эст  | Спр  | Пр   | Спр     | Пр      | МС      | Эст        | Инд        | Пр         | Спр      | Пр       | Эст      | См                          | Спр                         | Пр                          | Инд                         | Эст                         | МС                          | Спр     | Пр      | МС      | Спр         | Спр         | Пр          | Спр          | Пр           | МС           |
| 55              | 60              | —         | —         | —         | —         | —          | —          | —          | —    | —    | —    | —       | —       | —       | —          | —          | —          | 16       | 11       | 8        | —                           | —                           | —                           | —                           | —                           | —                           | —       | —       | —       | 61          | 63          | —           | 75           | —            | —            |

| 2012/2013 Итоги | 2012/2013 Итоги | Эстерсунд | Эстерсунд | Эстерсунд | Эстерсунд | Хохфильцен | Хохфильцен | Хохфильцен | Поклюка | Поклюка | Поклюка | Оберхоф | Оберхоф | Оберхоф | Рупольдинг | Рупольдинг | Рупольдинг | Антхольц | Антхольц | Антхольц | ЧМ Нове-Место | ЧМ Нове-Место | ЧМ Нове-Место | ЧМ Нове-Место | ЧМ Нове-Место | ЧМ Нове-Место | Холменколлен | Холменколлен | Холменколлен | Сочи | Сочи | Сочи | Ханты-Мансийск | Ханты-Мансийск | Ханты-Мансийск |
| Очков           | Место           | См        | Инд       | Спр       | Пр        | Спр        | Пр         | Эст        | Спр     | Пр      | МС      | Эст     | Спр     | Пр      | Эст        | Спр        | МС         | Спр      | Пр       | Эст      | См            | Спр           | Пр            | Инд           | Эст           | МС            | Спр          | Пр           | МС           | Инд  | Спр  | Эст  | Спр            | Пр             | МС             |
| —               | —               | —         | —         | —         | —         | —          | —          | —          | —       | —       | —       | —       | —       | —       | —          | —          | —          | —        | —        | —        | —             | —             | —             | —             | —             | —             | —            | —            | —            | DNF  | —    | —    | —              | —              | —              |

| 2011/2012 Итоги | 2011/2012 Итоги | Эстерсунд | Эстерсунд | Эстерсунд | Хохфильцен | Хохфильцен | Хохфильцен | Хохфильцен | Хохфильцен | Хохфильцен | Оберхоф | Оберхоф | Оберхоф | Нове-Место | Нове-Место | Нове-Место | Антхольц | Антхольц | Антхольц | Холменколлен | Холменколлен | Холменколлен | Контиолахти | Контиолахти | Контиолахти | ЧМ Рупольдинг | ЧМ Рупольдинг | ЧМ Рупольдинг | ЧМ Рупольдинг | ЧМ Рупольдинг | ЧМ Рупольдинг | Ханты-Мансийск | Ханты-Мансийск | Ханты-Мансийск |
| Очков           | Место           | Инд       | Спр       | Пр        | Спр        | Пр         | Эст        | Спр        | Пр         | См         | Эст     | Спр     | МС      | Инд        | Спр        | Пр         | Спр      | МС       | Эст      | Спр          | Пр           | МС           | Спр         | Пр          | См          | См            | Спр           | Пр            | Инд           | Эст           | МС            | Спр            | Пр             | МС             |
| 315             | 27              | —         | —         | —         | 23         | 18         | —          | 3          | 16         | —          | —       | 16      | 15      | 41         | —          | —          | —        | —        | —        | 46           | 34           | —            | 2           | 15          | —           | —             | —             | —             | 14            | —             | —             | 39             | 41             | 8              |

## Награды и звания
- Мастер спорта России (2010)[4]